# 136e régiment d'infanterie (4e régiment d'infanterie lorrain)
Pour les articles homonymes, voir 136e régiment.
Le 136e régiment d'infanterie (4e régiment d'infanterie lorrain) est une unité d'infanterie de l'armée prussienne.

## Histoire
Le régiment est créé le 1er avril 1887 par AKO du 11 mars 1887. Il est formé par le détachement de certaines compagnies des régiments d'infanterie suivants :  
- 1er bataillon : la 4e compagnie du 8e régiment de grenadiers du Corps, la 6e compagnie du 48e régiment d'infanterie (pl), la 6e compagnie du 52e régiment d'infanterie (pl) et la 8e compagnie du 12e régiment de grenadiers;

- 2e bataillon : la 5e compagnie du 20e régiment d'infanterie, la 8e compagnie du 24e régiment d'infanterie, la 12e compagnie du 35e régiment de fusiliers et la 12e compagnie du 64e régiment d'infanterie;

- 3e bataillon : la 2e compagnie du 93e régiment d'infanterie, la 10e compagnie du 27e régiment d'infanterie, la 12e compagnie du 26e régiment d'infanterie et la 8e compagnie du 66e régiment d'infanterie.

La garnison est à Strasbourg. Avec le 105e régiment d'infanterie, il forme la 85e brigade d'infanterie appartenant à la 30e division d'infanterie.

## Appartenances
- 2 août 1914 au 2 avril 1915 - 85e brigade d'infanterie (30e division d'infanterie)
- 3-15 avril 1915 - 60e brigade d'infanterie (30e division d'infanterie)
- 16 avril 1915 au 30 juillet 1916 - 229e brigade d'Infanterie (115e division d'infanterie)
- 31 juillet au 10 septembre 1916 - 115e division d'infanterie
- 11 septembre 1916 au 2 décembre 1918 - 229e brigade d'infanterie (115e division d'infanterie)

### Première Guerre mondiale
Le régiment est mobilisé le 2 août 1914. Après de lourdes pertes à Blanzy, les restes du régiment sont regroupés en un seul bataillon. À la fin du mois, le régiment est reconstitué. À la suite de nouvelles pertes, les 4e, 8e et 11e compagnies sont dissoutes le 20 août 1918.

### Après-guerre
Après la fin de la guerre, les restes du régiment marchent vers Bad Wildungen, où l'unité est d'abord démobilisée à partir de janvier 1919 et finalement dissoute. Fin décembre 1918, un bataillon de volontaires a déjà été formé à partir de pièces et fait partie de la 1re brigade de fusiliers (Landesschützenenkorps) en tant que 1re section. En février 1919, une compagnie de volontaires est créée, qui est utilisée comme 5e compagnie du corps franc "Eulenburg" fonctionnait.
La tradition est reprise dans la Reichswehr par décret du chef du commandement de l'armée, le général d'infanterie Hans von Seeckt, en date du 24 août 1921, par la 16e compagnie du 12e régiment d'infanterie à Halberstadt.

## Commandants
| Grade                 | Nom                            | Date                                  |
| --------------------- | ------------------------------ | ------------------------------------- |
| Oberst                | Paul Patrunky                  | 1er avril 1887 au 23 mars 1890        |
| Oberst                | Carl von Bardeleben            | 24 mars 1890 au 20 avril 1894         |
| Oberstleutnant        | Heinrich Gisevius              | 21 avril 1894 au 17 octobre 1895      |
| Oberst                | Adolf Pagenstecher (de)        | 18 octobre 1895 au 16 décembre 1898   |
| Oberst                | Ernst von Twardowski           | 17 décembre 1898 au 21 avril 1902     |
| Oberst                | Franz Wahnschaffe              | 22 avril 1902 au 9 mai 1905           |
| Oberst                | Hans Hering                    | 10 mai 1905 au 16 novembre 1906       |
| Oberst                | Wilhelm von Rintelen           | 17 novembre 1906 au 26 janvier 1909   |
| Oberst                | Justus Roeder                  | 27 janvier 1909 au 21 avril 1912      |
| Oberst                | Friedrich von Scherbening      | 22 avril 1912 au 31 mars 1914         |
| Oberstleutnant/Oberst | Stephan Matthies               | 1er avril au 18 septembre 1914        |
| Oberstleutnant        | Kurt Marschall von Bieberstein | 19 septembre 1914 au 9 novembre 1916  |
| Oberst                | Springmann                     | 10 novembre au 26 décembre 1916       |
| Major                 | Friedrich Münzer               | 24 janvier 1917 au 28 septembre 1918  |
| Major                 | Günther von Scheliha           | 29 septembre 1918 à la démobilisation |